# 李察·奧費安
李察·奧費安（英語：Richard Offiong，1983年12月17日—），英格蘭足球運動員，司職前鋒。現時效力英格蘭北部足球聯賽球會杜倫城。

## 生平
奧費安於紐卡素青年隊展開其職業足球生涯，但未曾在一隊上陣。在紐卡素時期，奧費安曾入選英格蘭U20國家隊，曾被外借三次。2002年11月首次被外借，效力達寧頓兩個月。達寧頓在2月決定不延續第三個月外借期，期間上陣9場射入4球。
2003年1月他被外借至馬瑟韋爾，僅為球會9次後備上陣。2004年3月他被外借至約克城（York City）一個月，上陣4場。球季季尾他離開紐卡素，在2004至05年期間他輾轉效力土耳其、韓國和比利時的球會。奧費安回復自由身，免費加盟唐卡士打，但只獲得5次上陣機會，終於季尾離隊。
2006年他加盟咸美頓，於11月他和球會簽下合約，期限至2009年5月完結。2007年8月他獲選該月最佳球員。
2008年2月9日在新道格拉斯公園（New Douglas Park）對戰鄧弗姆林首次大演帽子戲法，助球會大勝3-0，他在對這支前蘇超球會3戰共射入5球。
2007/08年球季咸美頓幾經波折，終獲得蘇超的席位。蘇超處子戰以3-1擊敗登地聯，在球隊勝恩華尼斯1-0的賽事中，奧費安射入全場唯一入球，在蘇超聯賽「開齋」。他在12月和咸美頓簽下新合約，至2009/10年球季季尾才完結。
2009年夏季英甲球會高車士打有意收購奧費安，但他沒有向新球會報到而取消交易。最終於8月25日轉投另一支英甲球隊卡素爾，簽約兩年，可優先續約一年，轉會費75,000英鎊，如球隊獲得升班將加至90,000英鎊。惟奧費安一直無法融入球隊，直到2010年1月26日以3-2擊敗艾斯特城，於補時射入致勝球兼加盟以來首個聯賽入球。在球隊無法掙到常規正選席位，於3月30日被外借到瑞典第三級聯賽球隊厄斯特松德15個星期。借用期滿後奧費安返回卡素爾，但大腿卻有傷，直到8月初才復操，於2010年8月16日再被外借到剛降班英格蘭足球議會全國聯賽的達寧頓一個月，爭取儘快恢復狀態。但奧費安始終未能回復狀態，於2011年1月4日與卡素爾雙方同意提前解約。

## 榮譽
咸美頓
- 蘇格蘭足球甲組聯賽冠軍：2007/08年；

## 外部連結
- 足球数据库：奧費安的球员统计数据